# Newtown United FC
Der Newtown United FC ist ein Fußballverein aus Basseterre, St. Kitts und Nevis. Aktuell spielt der Verein in der höchsten Liga des Landes, der SKNFA Premier League. Seine Heimspiele trägt der Klub im Warner Park Sporting Complex aus. Mit 16 Meistertiteln ist der Klub Rekordmeister seiner Liga.

## Geschichte
Der Klub wurde im Jahr 1962 gegründet und gehört damit zu den ältesten noch aktiven Klubs auf der Insel. Zum Zeitpunkt der Gründung trug der Klub noch den Namen Zip Side Football Team, im Vorfeld zur Saison 1974 wurde der Klub aber in Newtown United umbenannt. Nach ein wenig auf und ab, erreicht die Mannschaft dann im Anschluss der Saison 1975 erstmals die höchste Liga des Landes.
Der erste bekannte Meistertitel war dann in der Saison 1981 und ab hier dominierte der Klub förmlich die Liga seines Landes, nur in sechs Spielzeiten bis zur Saison 1999 konnte der Klub die Meisterschaft nicht gewinnen. Als Meister der Saison 1993 nimmt der Klub auch erstmals an der Hauptrunde eines internationalen Wettbewerbs teil. Beim CONCACAF Champions’ Cup 1994 trifft man in der ersten Runde auf die Villa Lions aus Antigua und Barbuda, gegen welche man nach einem 0:0 im Hinspiel mit 2:1 eine Runde weiterkommt. In der zweiten Runde gelingt nach Hin- und Rückspiel auch das Weiterkommen beim RKV FC Sithoc von Curaçao. Nach der dritten Runde und einem 0:4 gegen US Robert von Martinique war dann aber Schluss.
Ab den 2000er-Jahren entwickelte sich der Village Superstars FC wieder als ebenbürtiger Rivale, gegen den es in der Regel um die Meisterschaft ging. In diesem Jahrzehnt gingen jeweils vier Meisterschaften an Newtown und drei an die Superstars. Der letzte Ligatitel entstammte dann aus der Saison 2011/12. Danach erreichte der Klub noch manchmal die Playoffs, es gelang jedoch keine weitere Meisterschaft mehr. Bis heute kann der Klub die Klasse aber halten.